# HD 162826
HD 162826 (HR 6669), ist ein etwa 110 Lichtjahre von der Sonne entfernter Stern, der sich im Sternbild Herkules befindet. Er hat mit der Sonne viele chemische und physikalische Eigenschaften gemeinsam und wird in der Fachsprache daher auch als solar sibling (engl. „Geschwisterteil der Sonne“, siehe auch solar twin) bezeichnet.

## Charakteristika
Der Stern hat rund 15 Prozent mehr Masse als unsere Sonne und kann bereits mit einem Feldstecher oberhalb von Wega beobachtet werden. Ein Forscherteam von Astronomen um Ivan Ramirez von der Universität von Texas in Austin vermutet, dass HD 162826 aus derselben Staub- und Gaswolke entstanden ist wie unsere Sonne.
Demnach hat HD 162826 hinsichtlich seiner Metallizität wie Eisen, Natrium, Aluminium, Barium und Vanadium praktisch die gleiche Zusammensetzung wie unsere Sonne. Außerdem bewegt er sich relativ zur Sonne auf einer Bahn um das Zentrum des Milchstraßensystems, die einen gemeinsamen Ursprung nahelegt.

## Aussichten für Leben
HD 162826 ist ein Einzelstern und wird seit rund 15 Jahren auf der Suche nach Exoplaneten systematisch beobachtet. Dadurch lässt sich auch ein massereicher Planet vom Jupitertyp in größerer Distanz zum Stern ausschließen. Es gibt bisher auch keine Hinweise auf masseärmere Begleiter.